# Бігова доріжка
Бігова доріжка — спортивна споруда, що призначена для проведення змагань і тренувань по бігу та спортивній ходьбі в легкій атлетиці.
Легкоатлетична бігова доріжка обладнується зазвичай на стадіонах, на горизонтальному рівному місці. Краї бігової доріжки забезпечуються закругленими зверху бортиками, виступаючими на висоту до 3 см.
Покриття доріжки має володіти достатньою тримкістю та високими амортизаційними властивостями, забезпечувати ефективне зчеплення з взуттям бігунів, мати рівну зносостійку поверхню, зберігати свої властивості після сильного зволоження.
Покриття бігових доріжок умовно діляться на професійні, напівпрофесійні і для масового спорту. Покриття професійних і напівпрофесійних доріжок виготовляються з синтетичних матеріалів. Бігові доріжки в загальнодоступних місцях для масових занять спортом можуть бути асфальтові (асфальто-гумові) або водопроникні — гареві (коксогареві).
Професійні бігові доріжки, сертифіковані IAAF, можуть використовуватися для бігу в шиповках, на відміну від напівпрофесійних, які в іншому подібні професійним.